# Traité de Nuremberg
Ne doit pas être confondu avec Paix de Nuremberg.
Le traité de Nuremberg est un traité signé à Nuremberg, le 26 août 1542, entre Ferdinand d'Autriche, roi des Romains, et la diète des États du Saint-Empire romain germanique. Il règle notamment les relations des duchés de Lorraine et de Bar avec l'Empire. 

## Contexte historique
Le traité fait suite à la crainte de Charles Quint de voir le roi de France, François Ier, et celui d'Angleterre, Henri VIII, adhérer à la Ligue de Smalkalde, qui, en 1530 avait uni les princes protestants. 
Dans le même temps, la Hongrie et les marches orientales de l'Empire sont menacées par Soliman tandis que le Luxembourg et les Pays-Bas sont attaqués par la France. Charles Quint a besoin de temps et du soutien des princes. Il accorde donc aux princes luthériens la liberté de conscience jusqu'à la convocation d'un concile général. En reconnaissance, ils lui donnent secours pour chasser le sultan Soliman qui menaçait la Hongrie.
De son côté, Antoine de Lorraine veut une redéfinition de la suzeraineté impériale sur ses fiefs. Le duc affirme depuis les années 1520 ne pas être soumis à l'impôt impérial et aux ingérences de la Chambre impériale de justice (Reichskammergericht), établie par Maximilien Ier en 1495. Après avoir été débouté par la diète de Ratisbonne en 1532, Antoine de Lorraine revient à la charge. 

## Dispositions
Le duché de Lorraine est désormais considéré comme un État « libre et non incorporé » (ou « non incorporable », selon la version donnée par Dom Calmet). Cette disposition ne s'applique, en revanche, pas aux fiefs tenus dans le cadre de son marquisat et de son vicariat d'Empire (notamment le Barrois impérial).
Le sens de cette expression demeure débattu aujourd'hui, car si le duc de Lorraine n'est plus soumis aux jugements de la Chambre impériale et perd son droit de vote aux diètes, il reste sujet à l'impôt impérial à hauteur des deux tiers du montant de la contribution d'un prince-électeur et se place sous la protection du Saint Empire. 
La transaction ressemble en réalité beaucoup à celle que réalise Charles Quint six ans plus tard à Augsbourg pour ses Pays-Bas. Elle a pour conséquence d'établir un régime d'autonomie au sein de l'Empire - prélude à la future supériorité territoriale des traités de Westphalie. 
Les Traités du Cateau-Cambrésis en 1559, confèrent à l'Empire un droit de reprise sur une partie des États ducaux. Ce droit étant lui-même définitivement abandonné en 1644, lors des négociations de Münster, préalables aux traités de Westphalie.

## Extrait du texte
| Texte original en latin | Traduction allemande | Traduction française               |
| --- | --- | ---------------------------------- |
| (...) Quicquid autem praedicti nostri consanguinei, Ducis Antonii Majores, Lotharingiae Duces & ipse hactenus a Romanis Imperatoribus, Regibus & Sacro Romano Imperio alias in feudum habuerunt, receperunt, ac tulerunt, idem ipse Dux Antonius, ejusque successores in futurum eodem modo in feudum habebunt, & decenti modo recipient & ferent, in hoc tamen excepto Lotharingiae Ducatu, qui liber & non incorpora(bi)lis Ducatus erit, & manebit semper,. (...) | (...) Was aber des bemeldten unsers Schwagers Herzog Anthonien Vor-Eltern Herzogen zu Lothringen / und er bisher von Röm. Kaisern und Königen / und dem heiligen Reich zu lehen gehabt / empfangen und getragen. Daß sollen auch der Herzog Anthoni und seine Erben hinfüro also zu Lehen haben / und wie sich gebührt empfangen und tragen / doch hierin in allweg außgescheiden daß Herzogthum Lothringen / welches ein frei uneingezogen Fürstenthum sein und bleiben soll, (...) | traduction française à insérer ici |